# Willi Lienhard
Willi Lienhard (* 30. Januar 1954 in Steinmaur; † 31. August 2013 in Morges) war ein Schweizer Radrennfahrer und nationaler Meister im Radsport.

## Sportliche Laufbahn
Lienhard (auch Willy Lienhard) war Spezialist im Querfeldeinrennen (heutige Bezeichnung Cyclocross) und auch im Strassenradsport aktiv. 1974 und 1975 siegte er bei den Schweizer Radquer-Meisterschaften als Amateur noch vor den Profis. Als Profi wurde er 1977 und 1978 Dritter der Meisterschaft.
Bei den Cyclocross-Weltmeisterschaften 1974 wurde er 31., 1975 4., 1976 6. bei den Amateuren. Bei den Profis kam er bei den Cyclocross-Weltmeisterschaften 1977 und 1978 jeweils auf den 4. Rang.
Von 1976 bis 1982 startete er als Berufsfahrer. Auf der Strasse wurde er 1977 Dritter in der Luxemburg-Rundfahrt. In der Tour de Suisse 1977 schied er aus. 1976 kam er auf den 3. Platz bei À travers Lausanne.

## Familiäres
Sein Bruder Erwin Lienhard und sein Neffe Fabian Lienhard waren ebenfalls Radrennfahrer.